# 英國國防部
國防部（英語：Ministry of Defence）是一個英國政府部門，負責制定英國防衛及軍事策略，並管理武裝部隊的運作事宜。
該部門由國防大臣領導，並由兩名國務大臣、兩名政務次官及多名高級公務員支援。現任大臣為賀理安。

## 職責
英國國防部申明的主要目標是保衛英國及其利益，並加強國際和平和穩定。隨着蘇聯解體和冷戰結束，國防部近期不再側重備戰常規軍事威脅，而把大規模殺傷性武器、國際恐怖主義和失敗國家當作對英國利益的首要威脅。國防部也管理英國海陸空三軍的日常運作、應急預案和國防採購。

## 歷史
在1920年代到1930年代期間，英國公務員和政治家檢討英國在第一次世界大戰期間的表現，認為組成英軍的三個軍種——英國陸軍、英國皇家海軍和英國皇家空軍之間有必要進行更大的協作。雖然首相大衛·勞合喬治的聯合政府在1921年拒絕組建一個聯合的國防部，但為了跨軍種協作而於1923年組建了參謀長委員會，上屬帝國國防委員會。在1930年代出於備戰的考慮，斯坦利·鮑德溫創設了國防協調大臣一職。查特菲爾德勛爵擔任此職直到內維爾·張伯倫政府在1940年倒台；其間作為不彰，由於他缺少對現有軍政部門的控制，而且政治影響有限。
溫斯頓·邱吉爾在1940年組建他的內閣時創設了國防大臣，以行使對參謀長委員會的控制並協調國防事務。此職由首相擔任，直到艾德禮政府在1946年提出國防部法案。新的國防部由擁有內閣席位的國防大臣為首。三位現有的軍種大臣——陸軍大臣、第一海軍大臣和空軍大臣——留存以督導各自軍種的工作，但停止出席內閣。
從1947年到1964年五個國務部門負責現在國防部的工作：海軍部、戰爭部、空軍部、航空部和早期的國防部。這些部門在1964年合併；航空供應部的國防職能在1971年併入國防部。

## 國防政策
1998年戰略防務觀察和變化世界中的傳送安全白皮書簡述了下列英軍的狀態：
- 同時支持三場中小規模行動，包括至少一場作為長期維和任務的能力（例如科索沃）。這些部隊須能展示英國在任何聯合行動中作為領導國家。
- 在進行一次協作的小規模行動的同時在一次大規模行動中部署部隊的能力。

## 已察覺的當前威脅
冷戰結束以後，被察覺到的與其它國家的直接的常規軍事對抗的威脅被恐怖主義代替。理查德·丹納特爵士預計英國部隊為可預見的未來，在他說的「持久衝突的時代」陷入與「掠奪性的非國家角色」的戰鬥中。他告訴享有很高聲望的智庫漆咸樓對抗基地組織和其它好戰的伊斯蘭原教旨主義組織的鬥爭「大概是我們這一代人的戰鬥」。理查德·丹納特爵士批評一種殘留的「冷戰心理」以及基於保持對抗直接的常規戰略威脅的能力的軍事開支；他說目前編入2003年至2018年的國防部裝備計劃只有10%將被投入「陸地環境」——此時英國在阿富汗和伊拉克進行陸基戰爭。
國防委員會—第三次報告「國防裝備2009」為一篇來自金融時報網站的文章做定位，表示國防裝備主任凱文·歐多諾格爵士上將通過內部便箋指示國防裝備和後勤局的職員重新區分批准程序的優先次序，以集中支持接下來三年的行動、與計劃相關的障礙、體現契約性或國際性國防職責的事務，和被簽署了生產合同的計劃。報告也為對國防科學技術研究預算的潛在削減的顧慮、在國防預算程序中的膨脹裡的不當預算的意義、對裝備計劃提供資金不足，和對短期議題（現時行動）的恰當處理的普遍關心以及失敗的長期後果做定位，以在未來的戰鬥中為未來英國國防能力輸送進行投入。國防部國務大臣鮑勃·恩茲沃斯議員加強了對現時行動議題重新區分優先次序，並且不排除對國防開支的「重大變動」。在同一文章中第一海務大臣兼海軍參謀長馬克·斯坦霍普爵士上將承認國防預算中沒有足夠的錢，而且正在為艱難決定和削減的潛在性做準備。依照由倫敦晚間標準報披露的數字，2009年國防預算「至少超支10%」（數字不是無誤的），而該報述說這導致戈登·布朗說國防開支必須削減。

## 高級官員

### 大臣團隊
| 職位     | 職位               | 大臣                       |
| -------- | ------------------ | -------------------------- |
| 國防大臣 | 國防大臣           | 賀理安 議員閣下            |
| 國務大臣 | 上議院事務部長     | 弗農·克科爾勳爵 閣下       |
| 國務大臣 | 國防採購及工業部長 | 瑪利亞·伊格爾 議員閣下     |
| 政務次官 | 武裝部隊部長       | 盧克·波拉德 議員           |
| 政務次官 | 退伍軍人及人員部長 | 上校阿利斯泰爾·卡恩斯 議員 |

### 常任秘書長和其他高級官員
國防職員隊伍中的大臣和主任受許多文職人員以及科學的和專業的軍方顧問幫助。國防部常務次官是國防部的高級公務員。他的任務是確保國防部作為一個政府部門有效運作。
- 國防部常務次官—大衛·威廉斯（英语：David Williams (civil servant)）
- 國防裝備主任－待確認
- 首席科學顧問—待確認
- 財務總監－待確認

### 國防參謀長
英國國防參謀長是英軍的最高軍職，由國防副參謀長和海陸空三軍的專業軍人輔助。現任參謀長為海軍上將托尼·拉达金爵士。
- 國防副參謀長—海軍上將蒂姆·福瑞澤（英语：Tim Fraser）
- 第一海務大臣兼海軍參謀長—海軍上將本·基伊（英语：Ben Key）
- 陸軍總參謀長—陸軍上將卡爾頓·史密斯（英语：Mark Carleton-Smith）
- 空軍參謀長（英语：Chief of the Air Staff (United Kingdom)）—空軍上將迈克•威格斯顿（英语：Michael Wigston）

在國防副參謀長之下，亦有一些專責特別事務的國防參謀次長，如國防裝備性能參謀次長，國防人事訓練參謀次長，和國防作戰參謀次長。軍醫處長則作為英國國防軍醫處主官，在在總參謀部中代表該單位另外，還有許多國防助理參謀長，包括在宮廷服務英國君主的國防秘書，同時兼任國防助理參謀長。

## 部門機構
國防部下轄大量部門，包括﹕
主要部門﹕
- 海軍指揮部（英语：Navy Command Headquarters）
- 陸軍總部
- 空軍指揮部（英语：RAF Air Command）
- Central TLB
- 常設聯合總部（英语：Permanent Joint Headquarters）
- 
- 國防基建管理局（英语：Defence Infrastructure Organisation）

行政機構﹕
- 国防审查局（英语：Defence Vetting Agency）—國防部審查機構。
- 國防部警察和保衛局（英语：Ministry of Defence Police and Guarding Agency），包括英國國防部警察（英语：Ministry of Defence Police）
- 人事、薪酬和养老金局（英语：People, Pay and Pensions Agency）—為國防部文職人員提供人事服務。
- 军人子女教育局—為國防部派駐海外人員之子女提供教育服務
- 服务人员和退伍军人局（英语：Service Personnel and Veterans Agency）—為現役及退役軍人提供服務。

以營運基金形式運作﹕
- 國防科技實驗室
- 防务支援小组（英语：Defence Support Group） - 以營運基金運作的國防工程供應者。
- 英國水文局

非政府部門之公共團體﹕
- 國家陸軍博物館
- 國立皇家海軍博物館
- 皇家空軍博物館

英國氣象局曾是國防部屬下部門，於2011年7月18日轉隸英國商業、能源與工業策略部。

## 資產組合

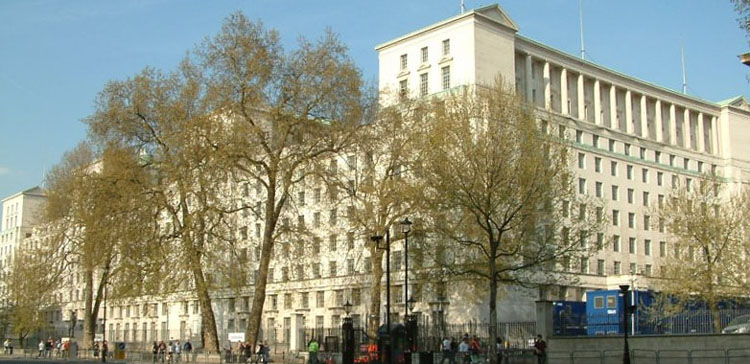
主樓——位於倫敦威斯敏斯特白廳的國防部總部

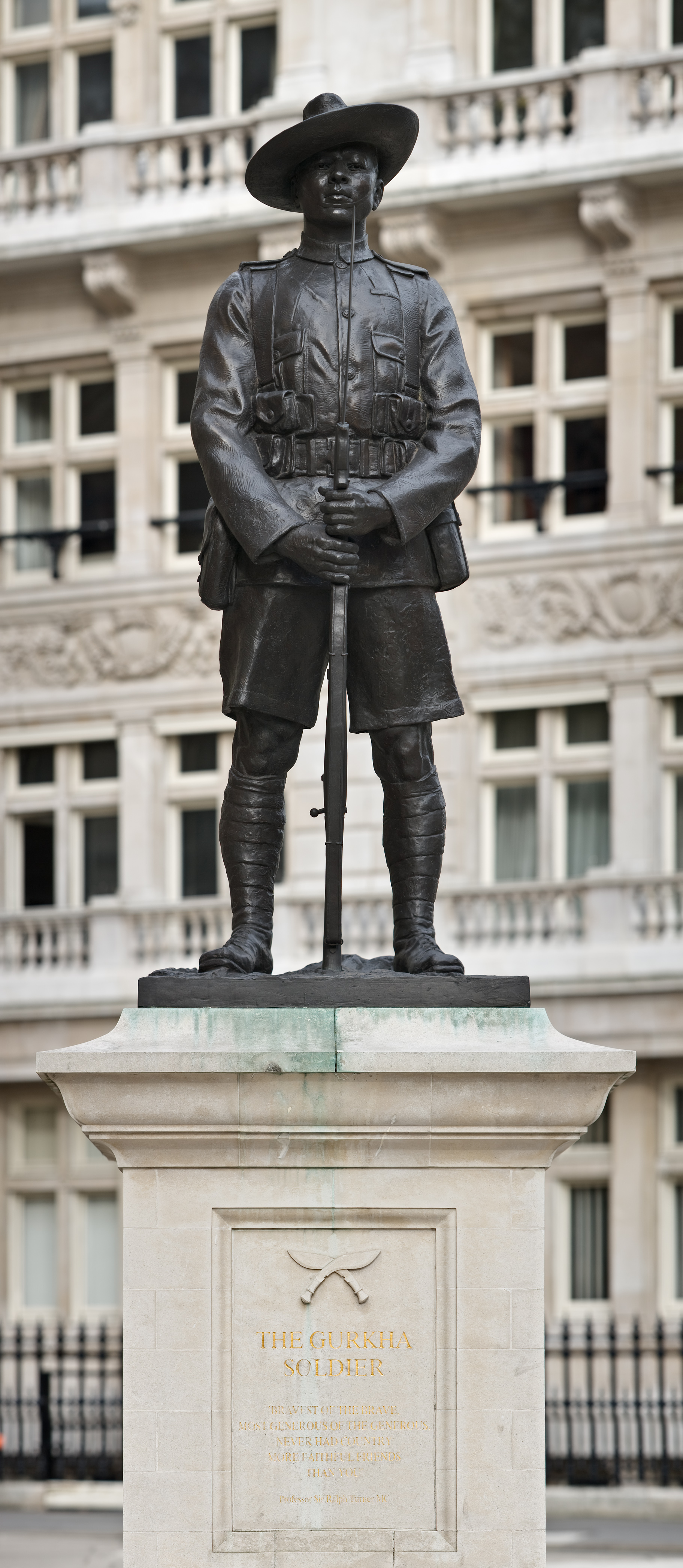
靠近倫敦國防部建築的廓爾喀人雕像。

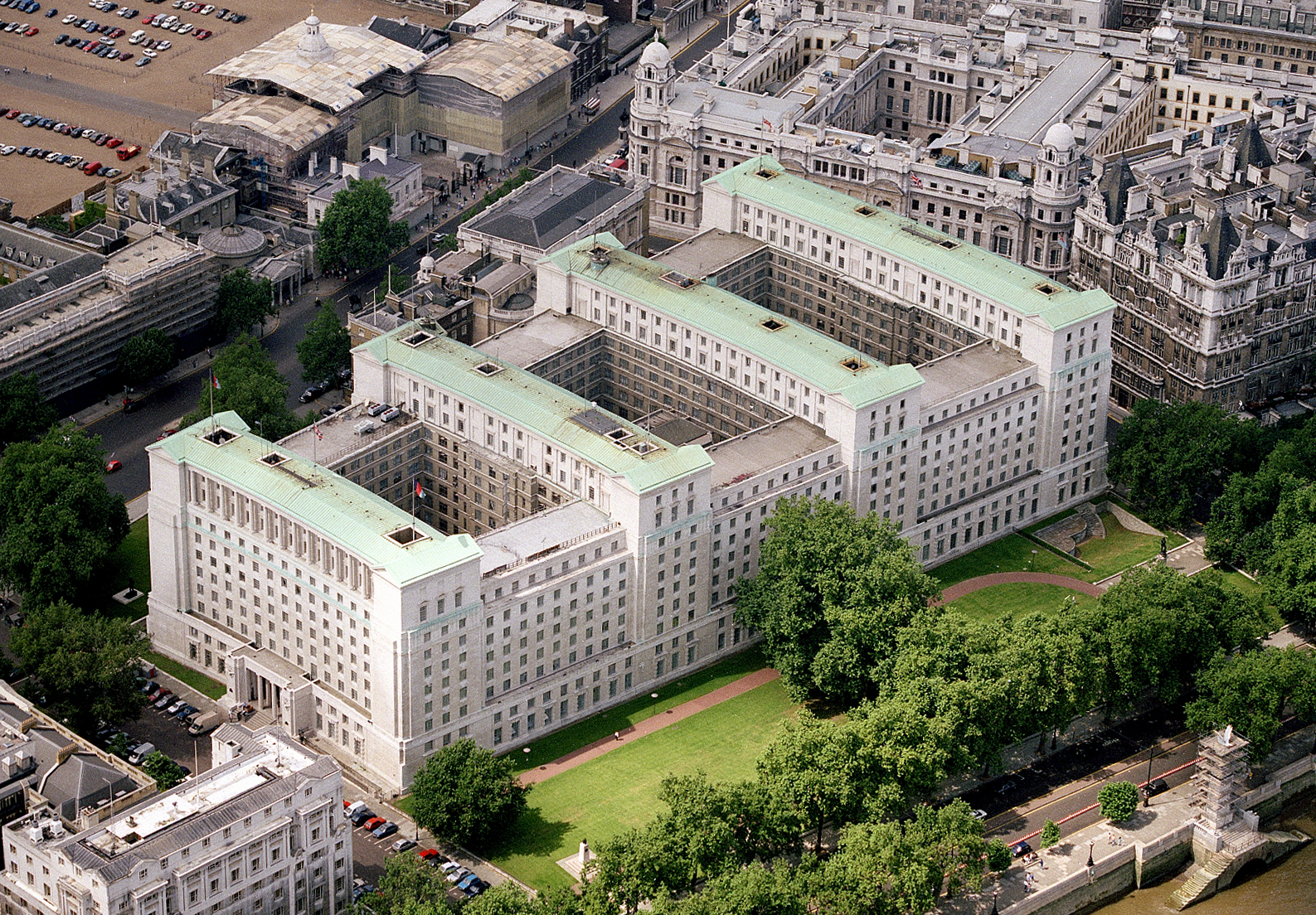
主樓，從空中俯瞰

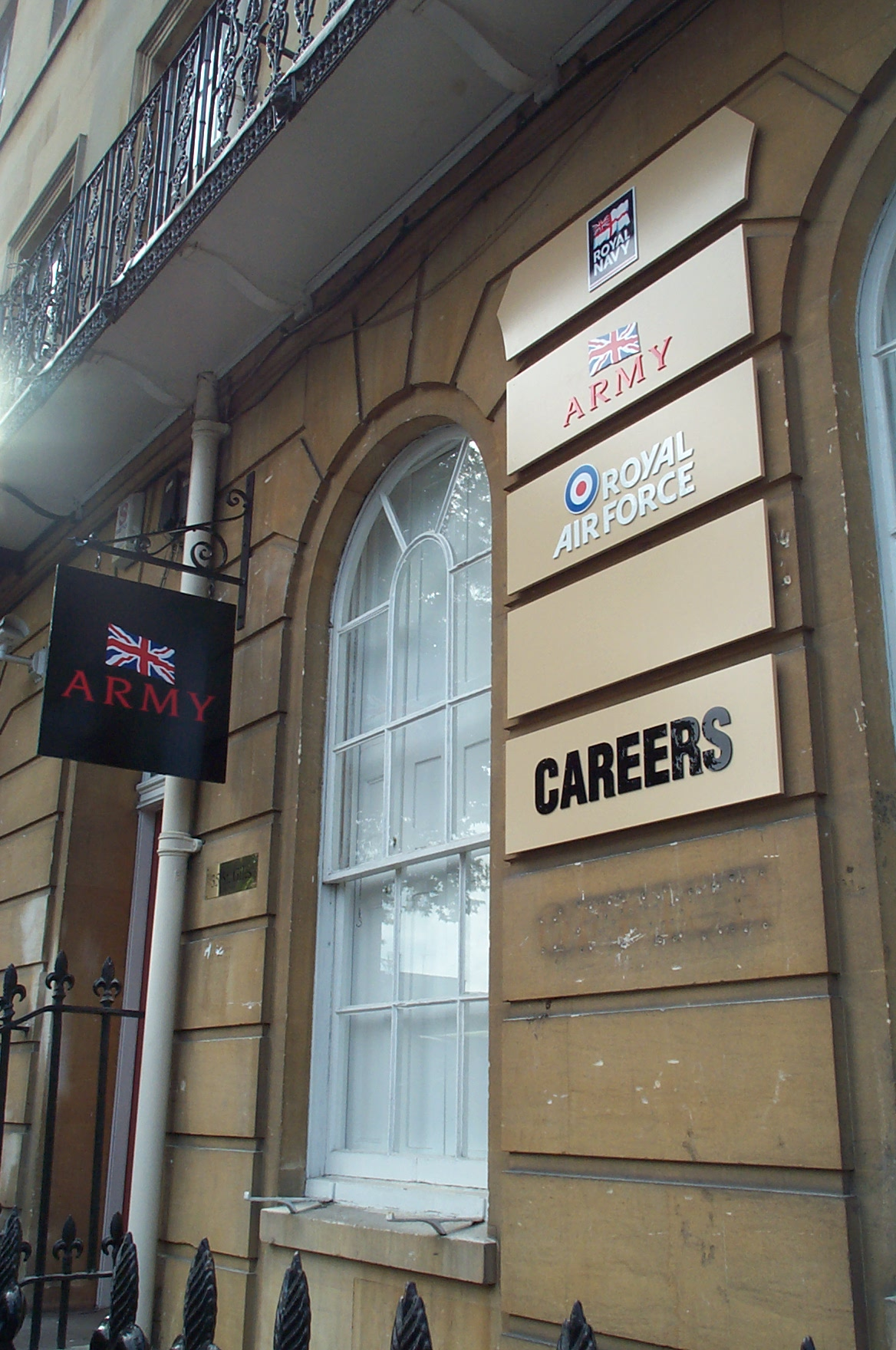
英軍在牛津的一個招募中心。

國防部是英國最大的地主之一，其擁有的數百幅場地遍布全國，包括訓練場、靶場、倉庫、分配中心、兵營、軍人家庭宿舍和行政建築等等。這些由國防不動產局廣泛管理。一份2005年的國家審計辦公室報告為國防部不動產估值為15,300,000,000英鎊，國防部不動產佔地2,400平方公里（927平方英里）（抑或接近英國陸地面積的1%）。自從第二次世界大戰以來這個數字已減少了很多，並通過基地合理化等方式持續減少。其中，三分之一被分類為「已建」，三分之二被分類為「鄉村的」（大多數訓練區域的自然環境被小幅度改動）。國家審計辦公室也估計國防不動產的每年開支為1,300,000,000英鎊。
國防部總部在白廳，現在被稱為主樓。此建築為新古典主義風格，始建於1938年，1959年由文森特·哈里斯設計了空軍部和貿易委員會建築。其中有維多利亞十字和喬治十字紀念碑，附近有英國廓爾喀部隊紀念碑（在它的北面），以及海軍艦隊航空兵部隊和皇家空軍（在它的東面，面對河畔）。
位於白廳宮，建於1514年－1516年的亨利八世的酒窖是主樓的地下室，後挪為娛樂用途。酒窖的整個拱形磚砌建築在1949年移動了一小段距離。

## 舞弊
最有名的舞弊定罪是1981年至1984年國防部國防獲得首領戈登·福克斯雷被定罪。警方宣稱他從意圖影響合同分配的海外武器承包商那裡以貪污支付款的形式總共收受至少350萬英鎊的豐厚賄賂。

## 批評

### 奇努克直升機採購案
國防部花費數億英鎊在不適用的奇努克直升機上，在它們被訂購了13年後，國防部為這個經常的失誤而受到批評。一份國家審計辦公室報告披露在數年間直升機被存放在英國的有空調的飛機修理庫中，而此時在阿富汗的部隊被迫使用有安全故障的直升機。它們適合飛行，項目總值有5億英鎊之多。
在2008年9月，國防部與波音簽署了一份關於「快速安裝」解決方案的9千萬英鎊合同，所以它們能飛到2010年：QinetiQ將貶低奇努克直升機——卸掉它們的一些更先進的裝備。

### 引用
1. ↑  51°30′14″N 0°7′30″W / 51.50389°N 0.12500°W
2. ↑  .   [6 March 2022].
3. ↑  .   [6 March 2022].
4. ↑  . HM Treasury.   [12 March 2020].
5. ↑  英國國防部網站 （页面存档备份，存于），2006年4月23日查閱。
6. ↑  英國國防部網站 （页面存档备份，存于），2008年12月8日查閱.
7. ↑  .   [2009-10-20]. （原始内容存档于2012-09-21）.
8. 1 2 3 4  國防部必須適應新威脅。 （页面存档备份，存于）英國廣播公司。2009年5月15日。2009年6月23日重播.
9. ↑  Monbiot, George （2009-06-22）.“任何對趨勢變化的真正影響將損害——以簡單的點滴開始：我們的大腦與大的痛苦的改變作鬥爭的戰爭玩具。合理的，最少痛苦的改變是停止浪費金錢製造坦克。” （页面存档备份，存于）衛報。2009年6月23日查閱.
10. 1 2  .   [2009-10-20]. （原始内容存档于2021-04-22）.
11. ↑  「國防部訂購花費取消」，金融時報，2008年11月16日，FT.com
12. 1 2  皇家海軍首長告知政府不要削減船隻 2009年9月18日，星期五，11:30，http://www.thisisplymouth.co.uk/defence/Head-Royal-Navy-tells-Government-cut-ships/article-1351027-detail/article.html （页面存档备份，存于）
13. ↑  國防開支削減至“留下沒有任何飛機的航空母艦”，羅伯特·福克斯，2009年6月23日
14. ↑  “國防軍醫處” （页面存档备份，存于）www.mod.uk.dms 2008年4月1日查閱。
15. ↑  http://www.mod.uk/DefenceInternet/AboutDefence/History/HistoryOfTheOldWarOffice/MODMainBuilding[]國防部網站上的國防部主樓歷史
16. 1 2  “奇努克直升機的錯誤使國防部損失5億英鎊 （页面存档备份，存于）”. 《衛報》. 2008年6月4日查閱.
17. ↑   (PDF).   [2009-10-20]. （原始内容存档 (PDF)于2008-10-30）.
18. ↑  國家審計辦公室為財務報告定值：管理摘要——國防部：奇努克MK3直升機 （页面存档备份，存于）. 國家審計辦公室. 2008年6月4日查閱.
19. ↑  “國防部為聖誕節挑選“火雞”直升機 （页面存档备份，存于）”. 《記錄》. 2008年6月4日查閱.

## 外部連結
- 國防部官方網站 （页面存档备份，存于）
- 國防影像數據庫 （页面存档备份，存于）
- Defencemanagement.com－國防新聞 （页面存档备份，存于）
- 國防部YouTube頻道 （页面存档备份，存于）